# 감삼역
감삼역(Gamsam station, 甘三驛)은 대한민국 대구광역시 달서구 감삼동과 두류동과 죽전동, 서구 내당동에 걸쳐 있는 대구 도시철도 2호선의 전철역이다.

## 역사
- 1996년 12월 19일(목요일) : 대구 도시철도 2호선 문양역~사월역 구간 착공
- 2005년 10월 18일(화요일) : 대구 도시철도 2호선 문양역~사월역 구간 개통과 함께 영업 개시

## 역명의 유래
조선시대 당시 이 지역에는 감나무가 많이 자라고 있었는데 어느 날 이 마을을 다스리던 원님이 이 지역을 지나가다가 감나무에 달린 붉은 감을 보고 그 탐스러움에 감탄하였다고 한다. 당시 그 마을은 마을 이름이 없었는데 어느 날 마을 사람들이 감을 원님에게 대접하면서 마을 이름을 지어달라고 부탁하였다. 감을 다 먹은 원님은 "감이 매우 달고 맛이 있어 그 맛있는 감을 3개나 먹었으니 마을 이름을 감삼으로 칭하라!" 고 명령하였다. 그래서 한자도 '달 감(甘)'자에 '석 삼(三)'자를 쓴다.

## 부역명
대구S한방병원이다.

## 특징
감삼네거리에 역이 있으며, 이 역의 1번 출입구 서편에 서남시장이 있다. 이 역부터 반고개역까지의 구간에 있는 4개 역들(감삼역, 두류역, 내당역, 반고개역)은 달서구 두류동과 서구 내당동의 경계에 걸쳐 있다. 보기 드물게 양쪽에 회차선이 설치되어 있으며, 이 역 아래쪽으로 성당동 주택단지와 두류종합시장이 있고, 추후 대구광역시청이 옛 두류정수장 부지로 이전해 올 예정이다.
서대구세무서 혹은 대구과학기술고등학교 정류장에서 남구2번으로 환승하면 서대구역과 가르뱅이(상리동) 등지로 이동이 가능하다.

## 역 구조
출입구는 4개다. 1번 출입구는 죽전동에 있고, 2번 출입구는 감삼동에 있고, 3번 출입구는 두류동에 있고, 4번 출입구는 내당동에 있다.

### 승강장
1면 2선의 섬식 승강장을 갖춘 지하역이며, 완전밀폐형 스크린도어가 설치되어 있다.
| 죽전 ↑   |
| 하 상 \| |
| ↓ 두류   |

| 상행 | ● 대구 도시철도 2호선 | 용산·계명대·문양 방면   |
| 하행 | ● 대구 도시철도 2호선 | 반월당·범어·영남대 방면 |

※ 승강장에서 반대 방향 열차로 갈아탈 수 있다.

## 역 주변
| 나가는 곳 | 방면 |
| --------- | --- |
| 1         | 우일아파트 성창아파트 대운아파트 일신아파트 죽전아파트 서남시장 수협서대구지점 새마을금고 와룡새마을금고내당지점 서남중학교 |
| 2         | 감삼우방맨션 감삼동 감삼동행정복지센터 W 병원 |
| 3         | 서대구세무서 두류3동우체국 삼하아파트 대림주택 하나은행 광장지점 근로복지공단 대구서부지사 교보증권 하나대투증권대구광장지점 대구서부보호관찰지소 상수도사업본부달서사업소 NH투자증권 대구서지점 한국투자증권 광장지점 상수도사업본부수질연구소 |
| 4         | 서부공업고등학교 청구2차광장타운 내당동화타운 감삼공원 IM뱅크 광장지점 광장코아 농협 대구경북양돈농협 대구달서여성인력개발센터 |

## 승차량 변동
주변에 서남시장 등 역세권이 많이 개발되어 있어 지속적으로 이용률이 늘어나고 있으며, 현재 2호선의 역들 중 7번째로 이용객이 많다.
| 노선  | 승차 인원 | 승차 인원 | 승차 인원 | 승차 인원 | 승차 인원 | 승차 인원 | 승차 인원 | 승차 인원 | 승차 인원 | 승차 인원 | 승차 인원 | 승차 인원 | 승차 인원 | 주석 |
| 노선  | 2005년    | 2006년    | 2007년    | 2008년    | 2009년    | 2010년    | 2011년    | 2012년    | 2013년    | 2014년    | 2015년    | 2016년    | 2017년    | 주석 |
| ----- | --------- | --------- | --------- | --------- | --------- | --------- | --------- | --------- | --------- | --------- | --------- | --------- | --------- | ---- |
| 2호선 | 4,184     | 5,886     | 6,301     | 6,545     | 7,000     | 7,151     | 7,166     | 7,408     | 7,537     | 7,502     | 7,636     | 7,931     |           |      |

## 인접한 역
| 대구 도시철도 2호선 | 대구 도시철도 2호선   | 대구 도시철도 2호선  |
| ------------------- | --------------------- | -------------------- |
| 224 죽전 문양 방면  | ● 대구 도시철도 2호선 | 226 두류 영남대 방면 |